# Stora Ålagylet
Stora Ålagylet är en sjö i Olofströms kommun i Blekinge och ingår i Mörrumsån-Skräbeåns kustområde. Vid provfiske har abborre, gädda och mört fångats i sjön.